# 重庆园博园

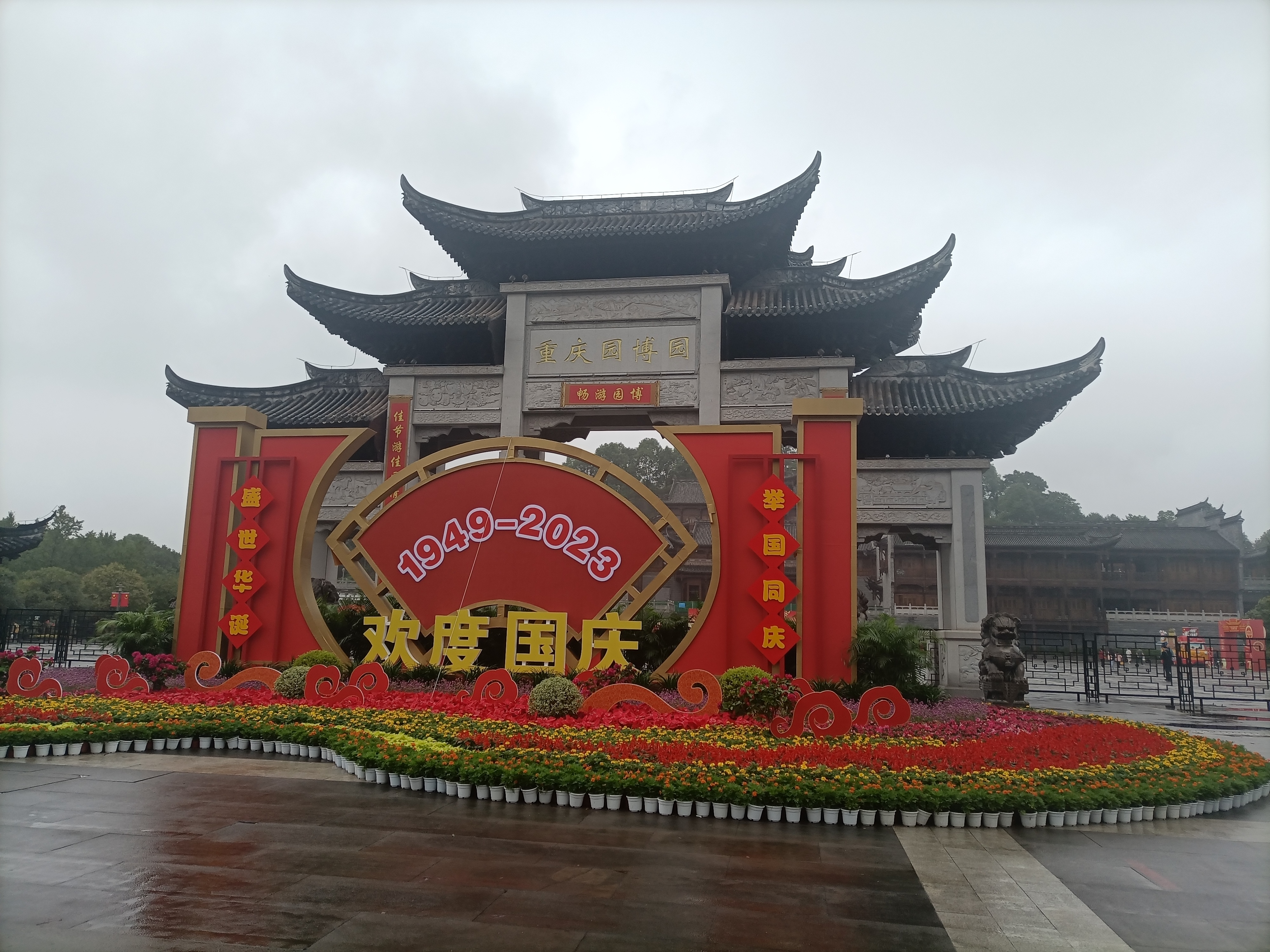
重庆园博园大门

重庆园博园是一个位于重庆市两江新区龙景湖区域的城市公园，地址渝北区鸳鸯街道龙景路1号，公园占地3300亩，其中水体面积800亩，是重庆标志性的园林公共设施，总投资14.8亿元人民币。

## 园区设计
总体设计以中华传统园林、山水园林、巴渝园林为主，体现节约、创新的理念，以古典和传统为主要建筑风格，分为入口区、景园区、展园区和生态区4个部分，共设置10个大展区、127个展园和云顶、卧龙石、候鸟湿地、枫香秋亭、东篱村寨、悠园、湿地花溪、环湖路等14个景区26个大景点，园区内修建了5座主题建筑、12.8公里干道、7座拱桥、3条隧道以连通各景区展园。

园区亦设置了直饮水点14处、公厕10所、园椅、园凳7446个、垃圾桶575个，引进80余辆电瓶车、30艘游船、10艘画舫进行服务。

重庆园博园部分景园
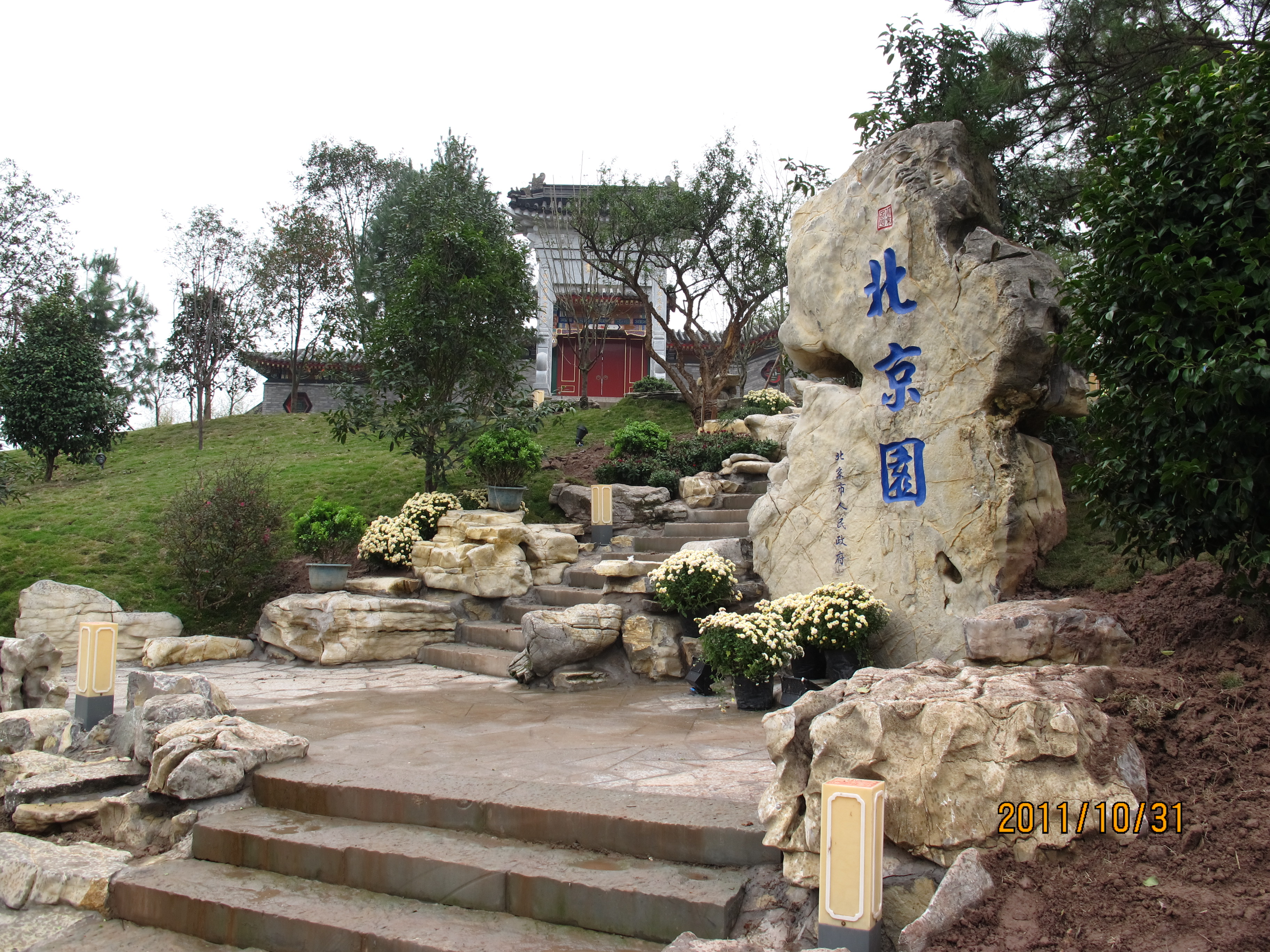
北京园
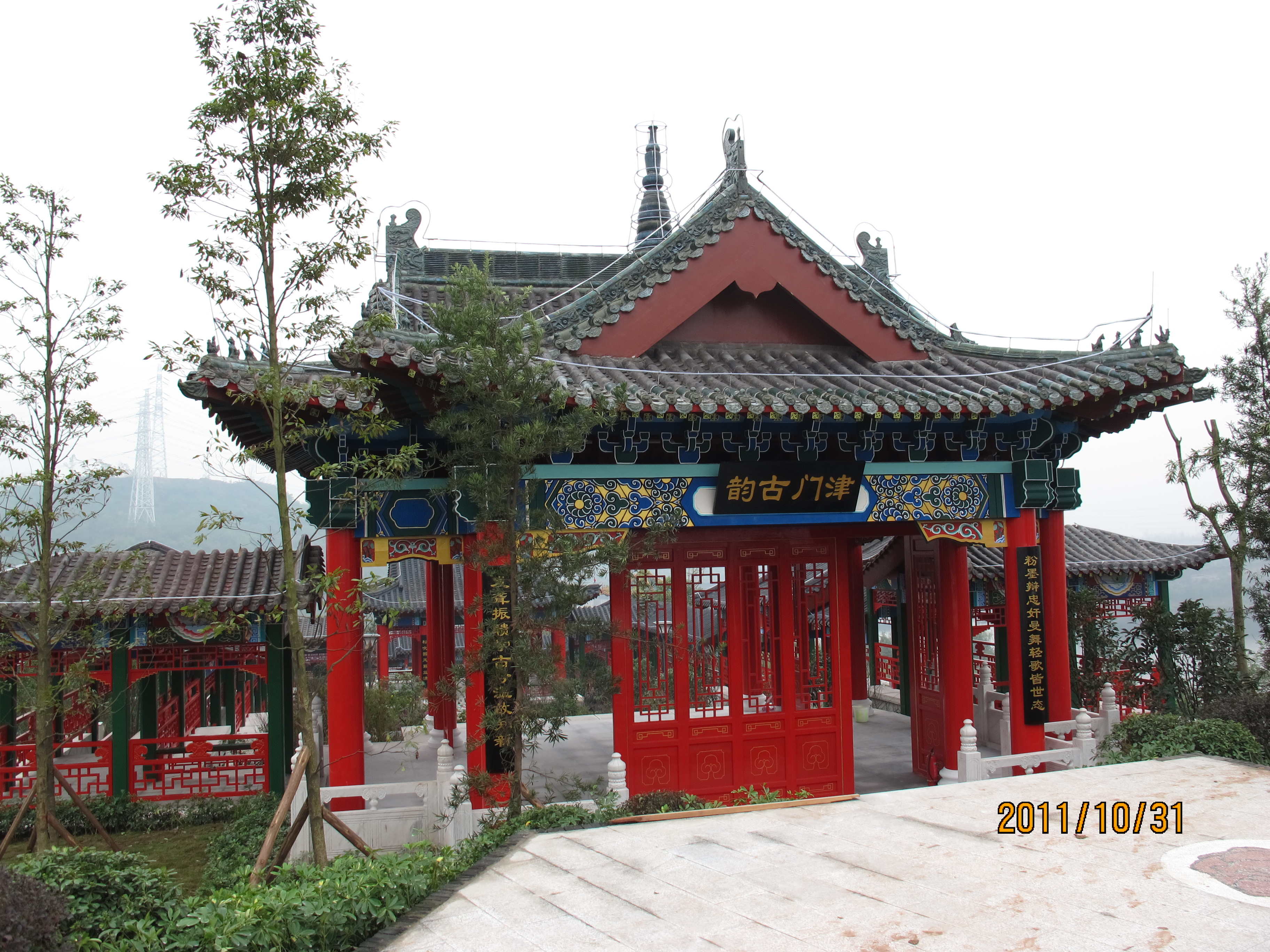
天津园
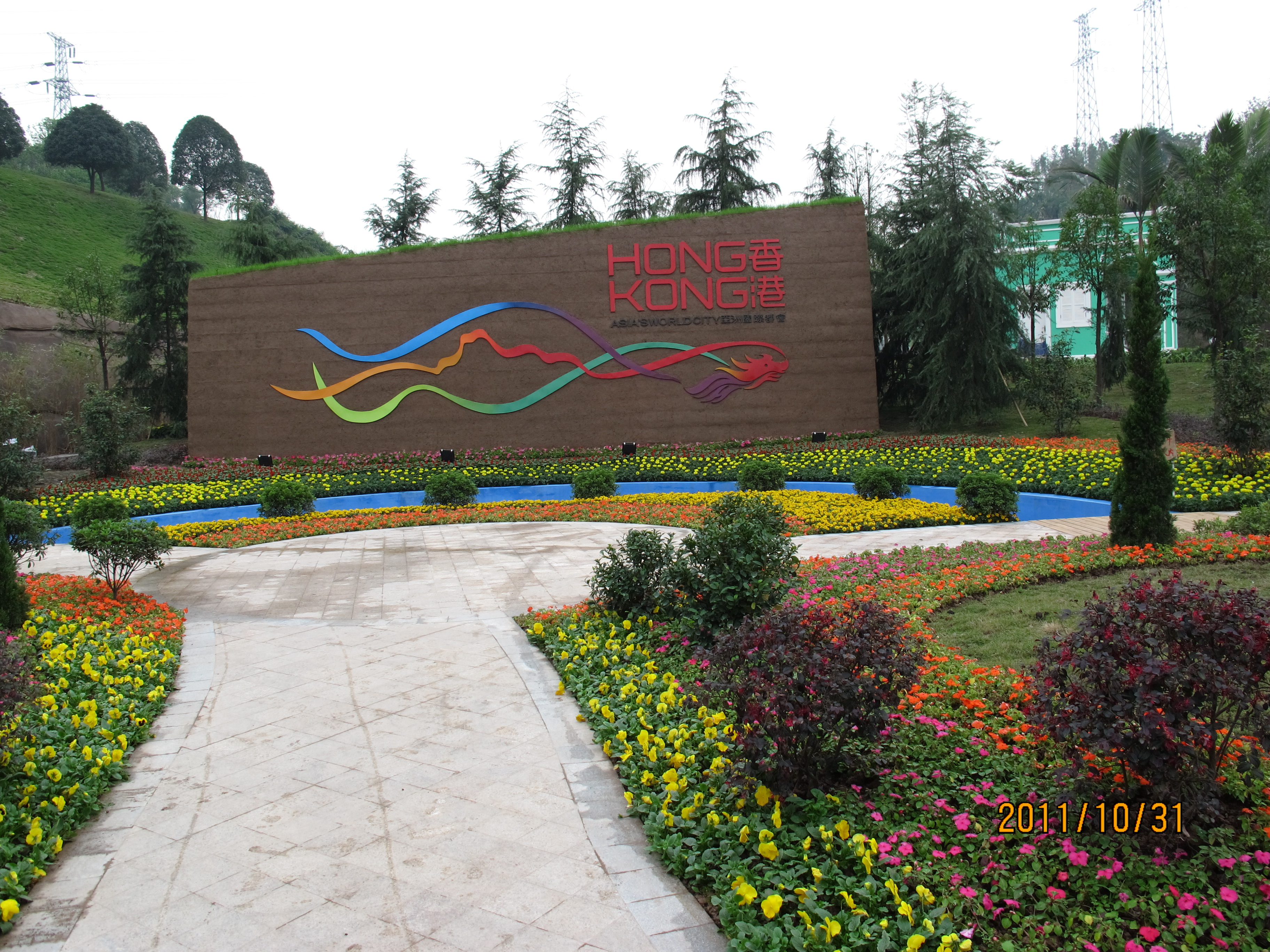
香港园
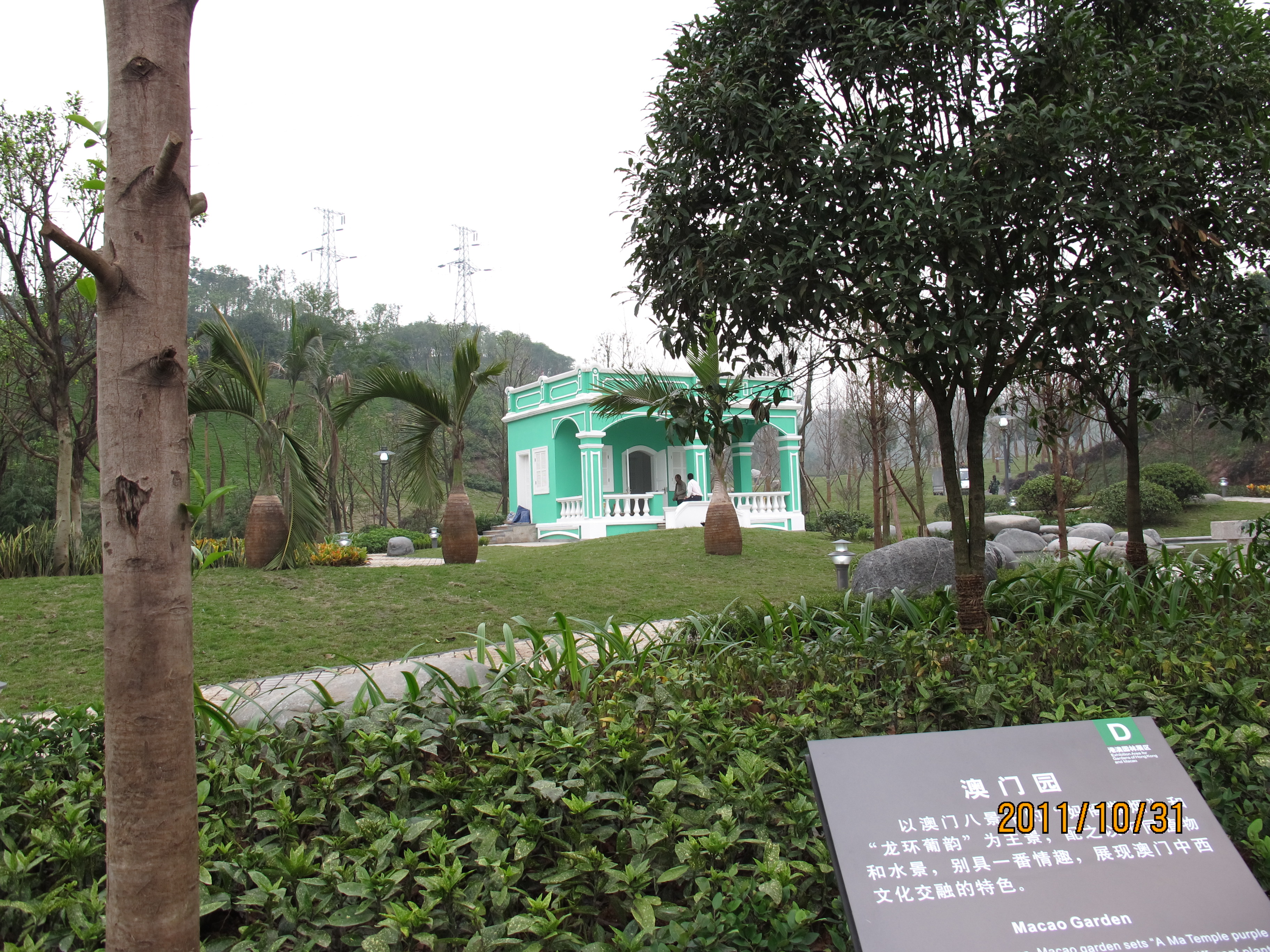
澳门园
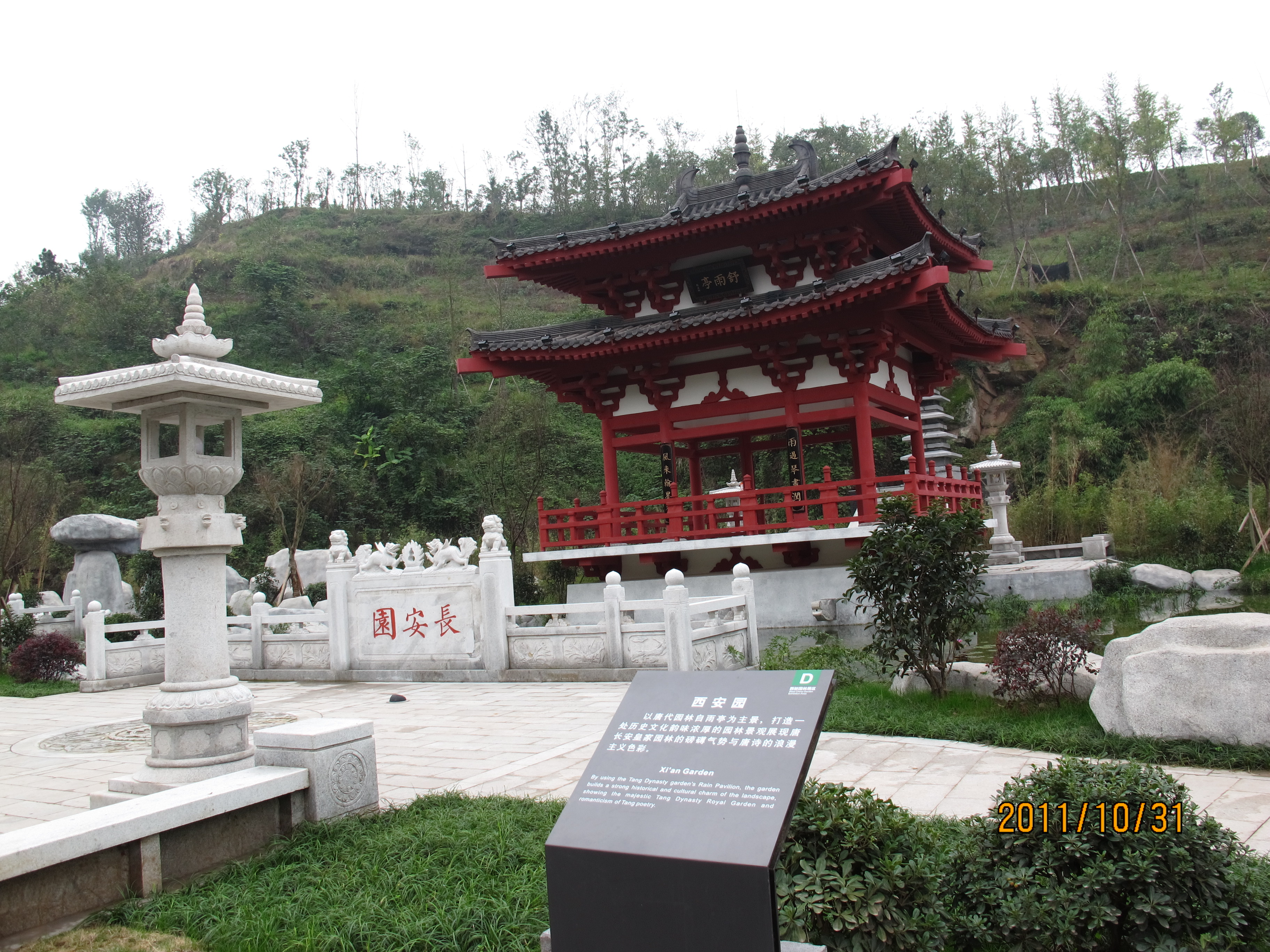
西安园
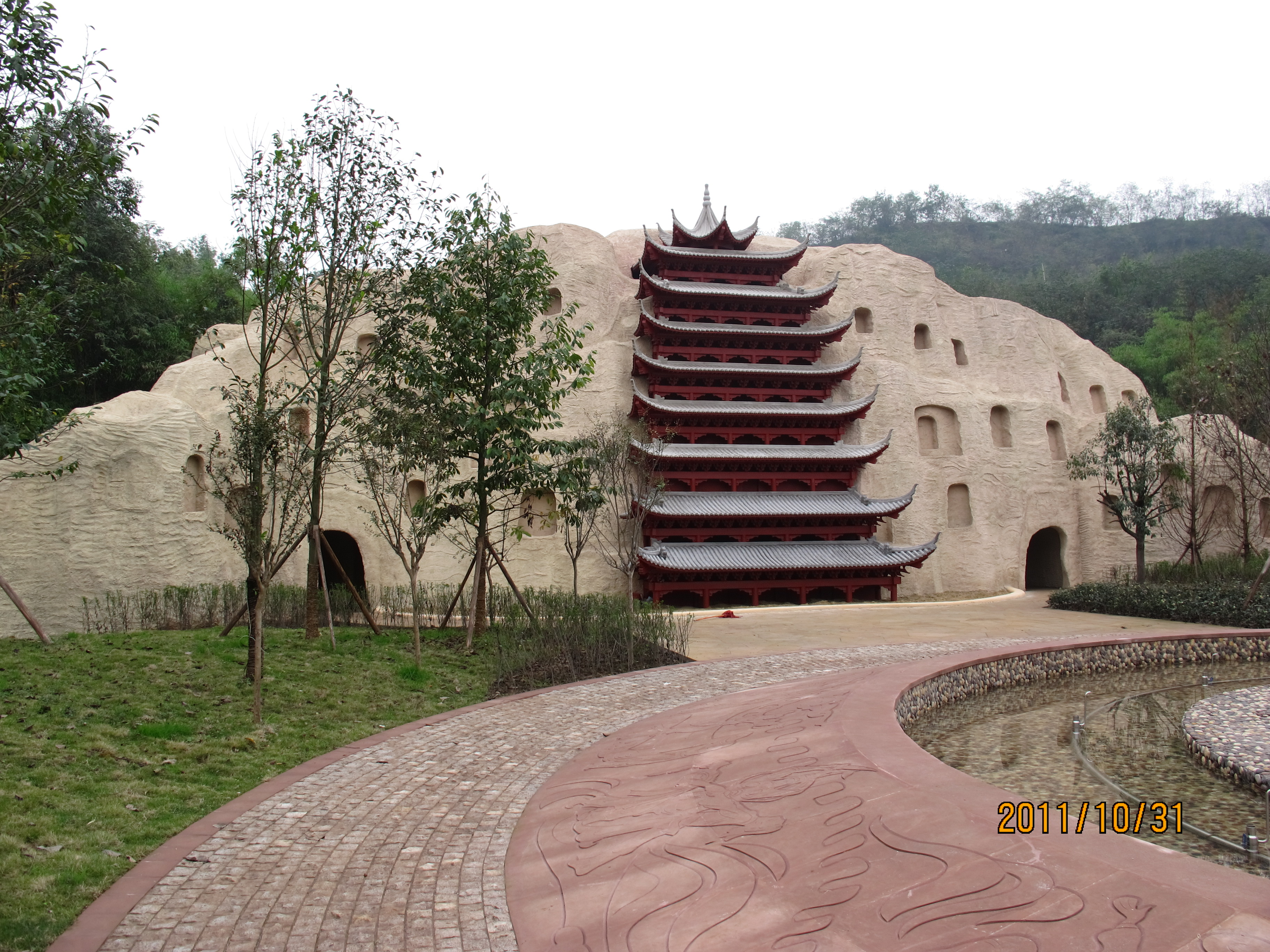
兰州园
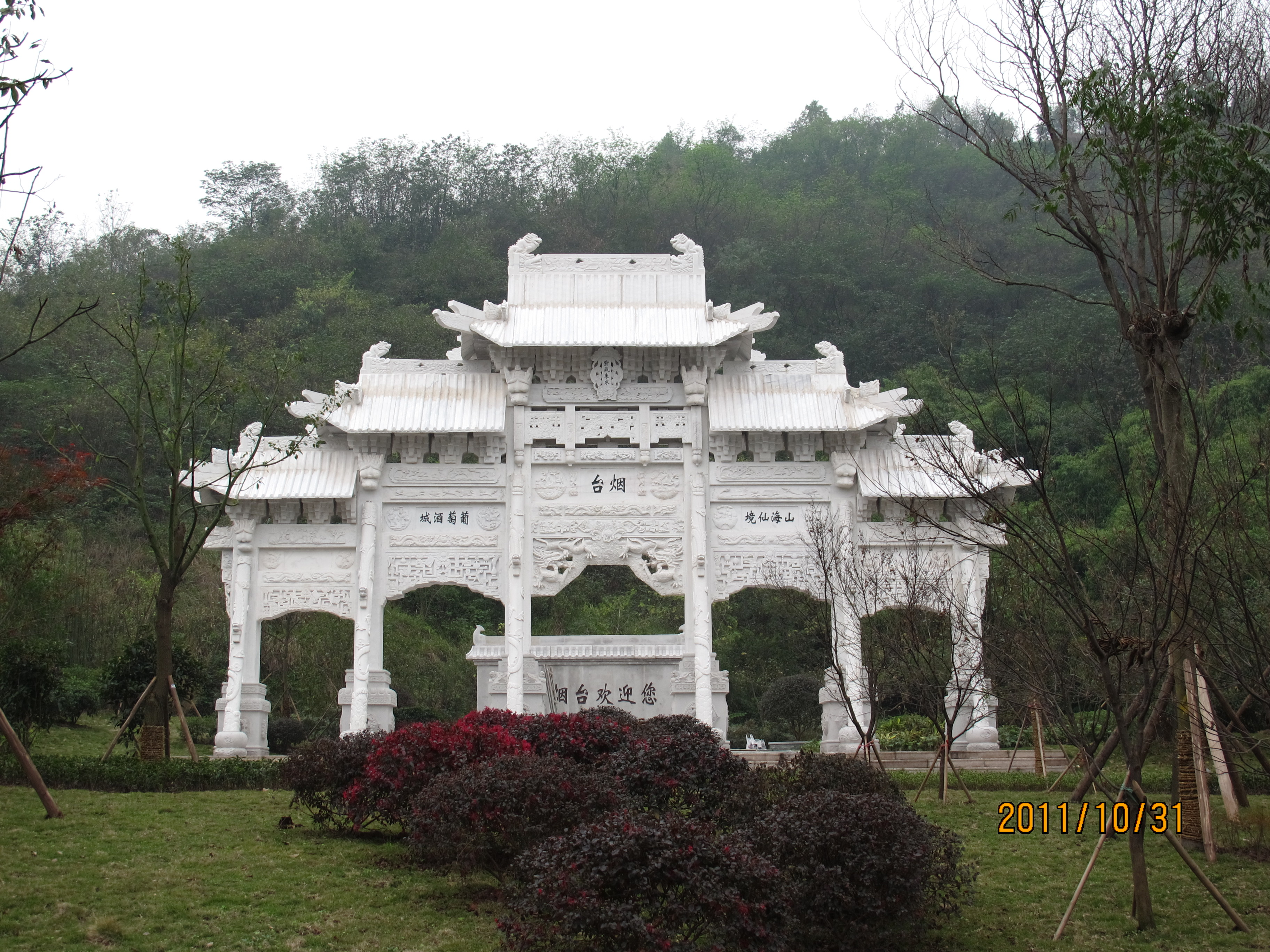
烟台园
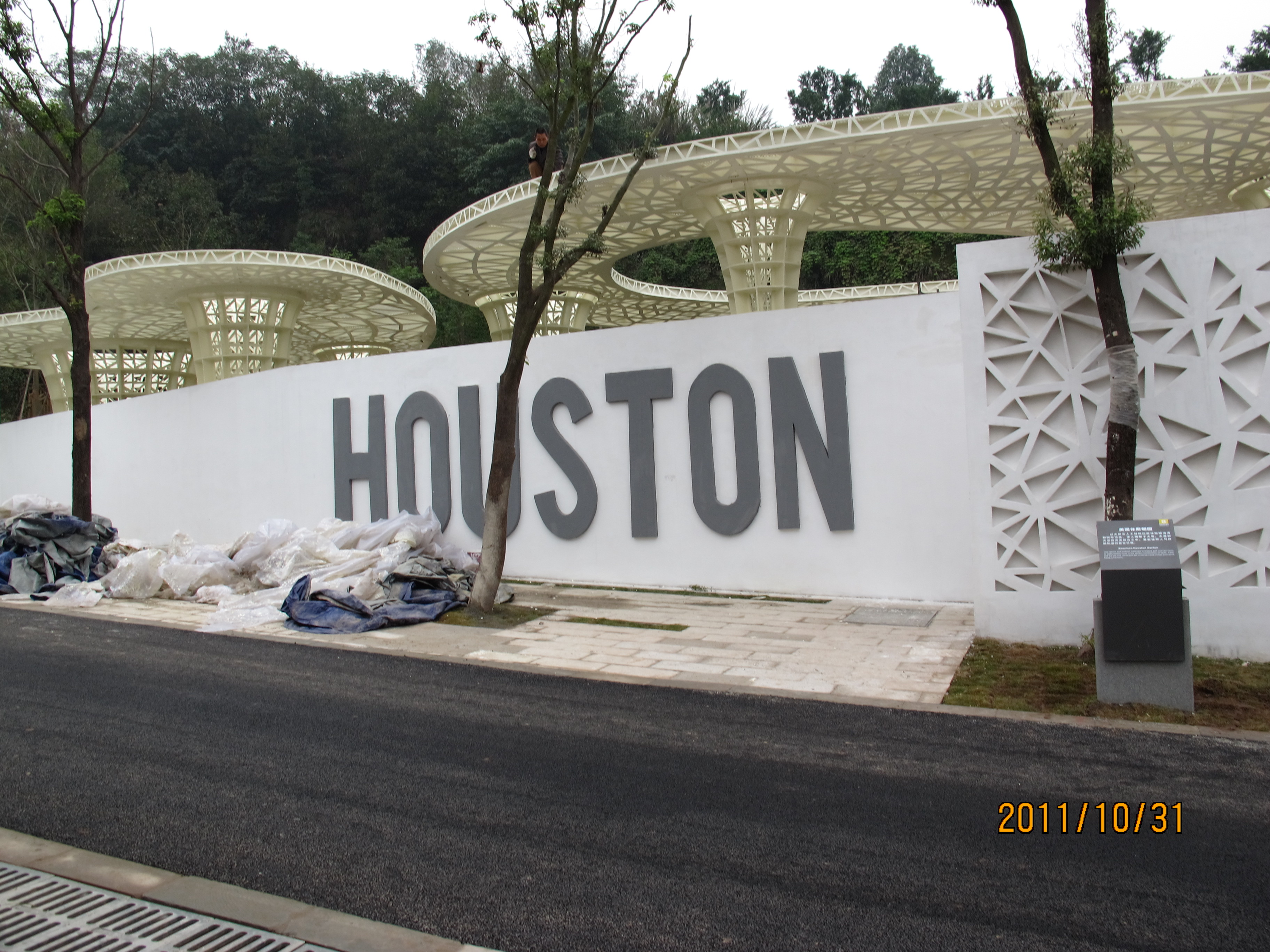
美国-休斯顿园
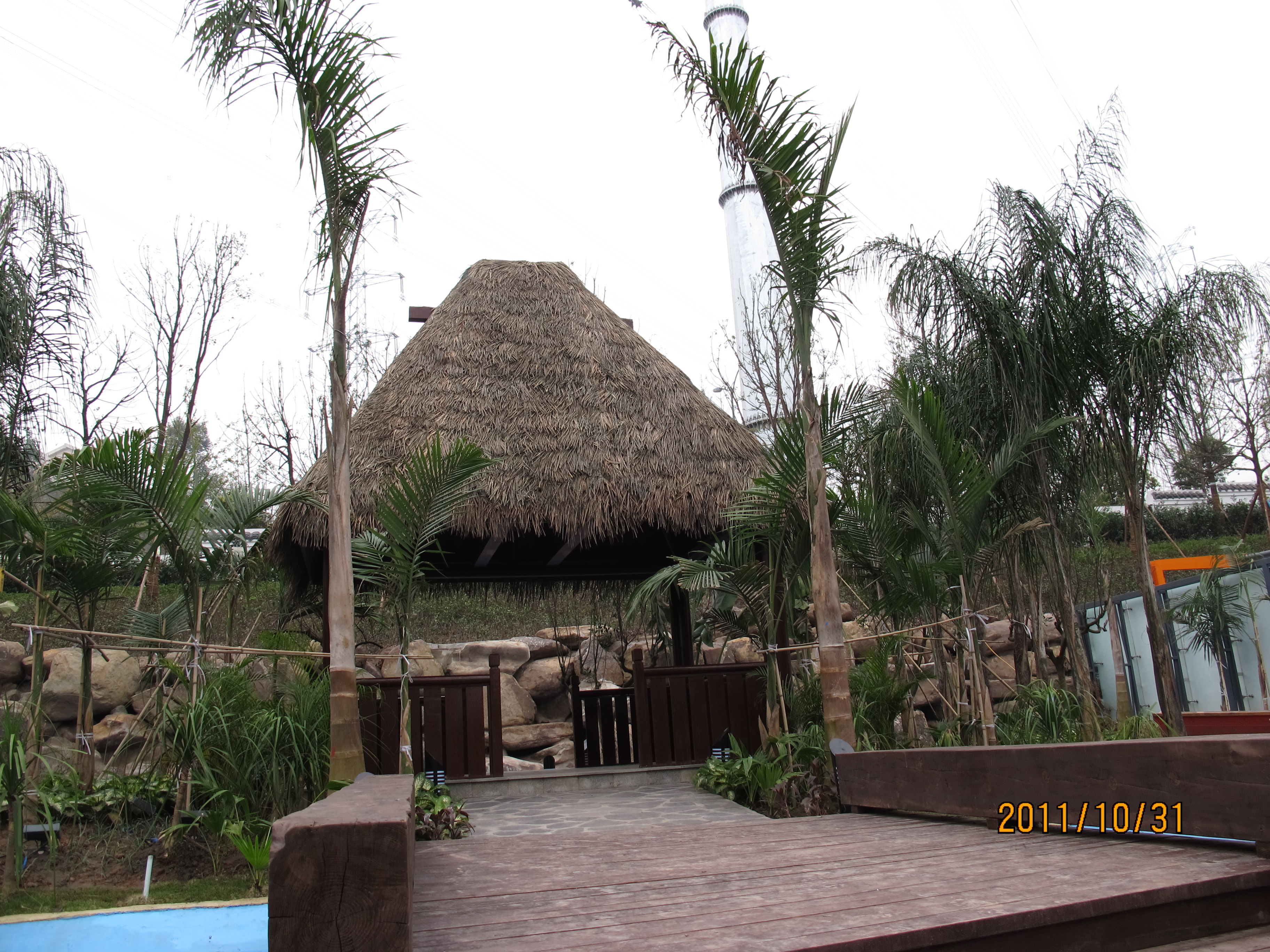
斐济-劳拄卡园
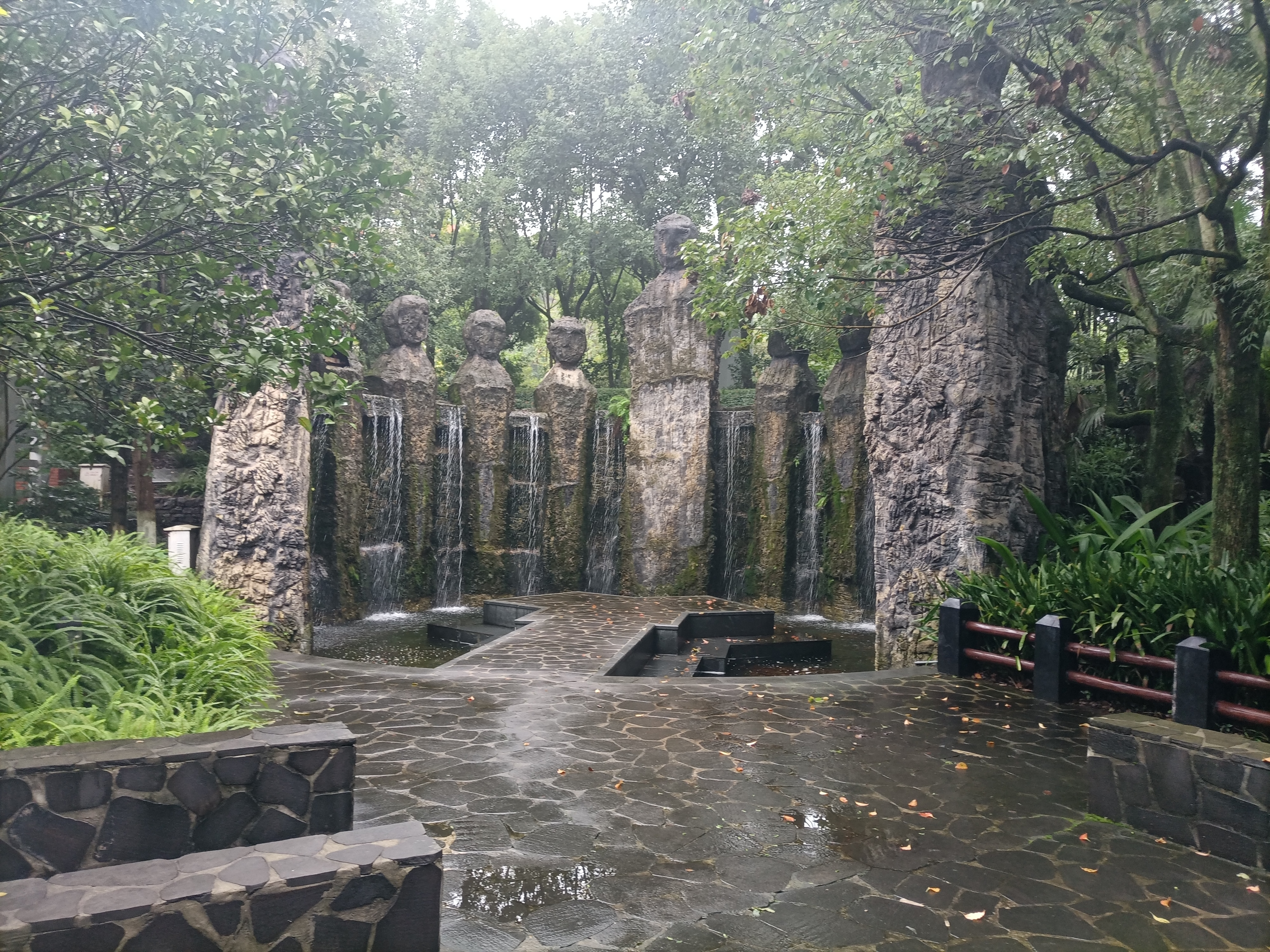
韩国-济州园

## 生态环境治理
重庆园博园所处的龙景湖周边为典型丘陵地貌，山势高差起伏大，若干小河溪分布此处。2011年龙景湖首次蓄水，周边污染源较多，工业和生活污水排入湖内致使氮磷严重超标，首次蓄水水质为劣V类；对此，重庆市两江新区市政、环保等部门通过取缔上游养殖场、关闭排污口等截断外部污染源，重庆园博园内则通过筛选、引进如鸢尾等百种水生生物改善水质，除此外亦种植了660余种、1200余万株植物，园区内修建了7个高位水池，进行水资源循环利用，修建厕所尾水处理系统，过滤尾水后通过植物吸收净化，园区另通过建设生态湖岛、增加充氧设备等一系列水环境治理措施改善园内水生态，现时龙景湖水质已达到IV类，局部水域部分指标达到III类。
重庆园博园另通过推进垃圾分类、实现“数字园博”工程无纸化购票和改用电子门禁系统、资源化回收利用园区绿化废弃物、绿化作业产生的肥料农药包装物、统一处理厨余垃圾等措施创建了首个重庆市级“无废公园”。

## 历史和荣誉
2010年2月，第八届中国国际园林花卉博览会筹办工作启动。
2010年11月2日，重庆市政府第84次常务会议审议通过了《重庆园博园修建性详细规划》和主展馆、巴渝园建筑设计方案。
2011年11月19日，建成开园，同年举办第八届中国国际园林花卉博览会，其中参展城市113个，包含国内城市83个、国外城市30个，持续到2012年4月。
2012年1至2月，举行“园博园杯”马拉松赛、“环园自行车赛”。
2014年5月，评选为国家4A级旅游景区，同年浙江卫视《奔跑吧兄弟》节目第一季重庆站于此取景拍摄。
2016年12月，被评选为2016年重庆十大人气景区。
2019年9月28日，举办第23届菊花艺术展。
2020年3月，成为中国客流量最大的五个景区之一，同年10月20至29日，举行中国（重庆）第三届长江上游城市花卉艺术博览会。

## 交通
- 重庆轨道交通3号线园博园站
- 重庆轨道交通5号线园博中心站

## 营业时间
- 周一至周日：上午九点至下午五点